# 스피리추얼 재즈

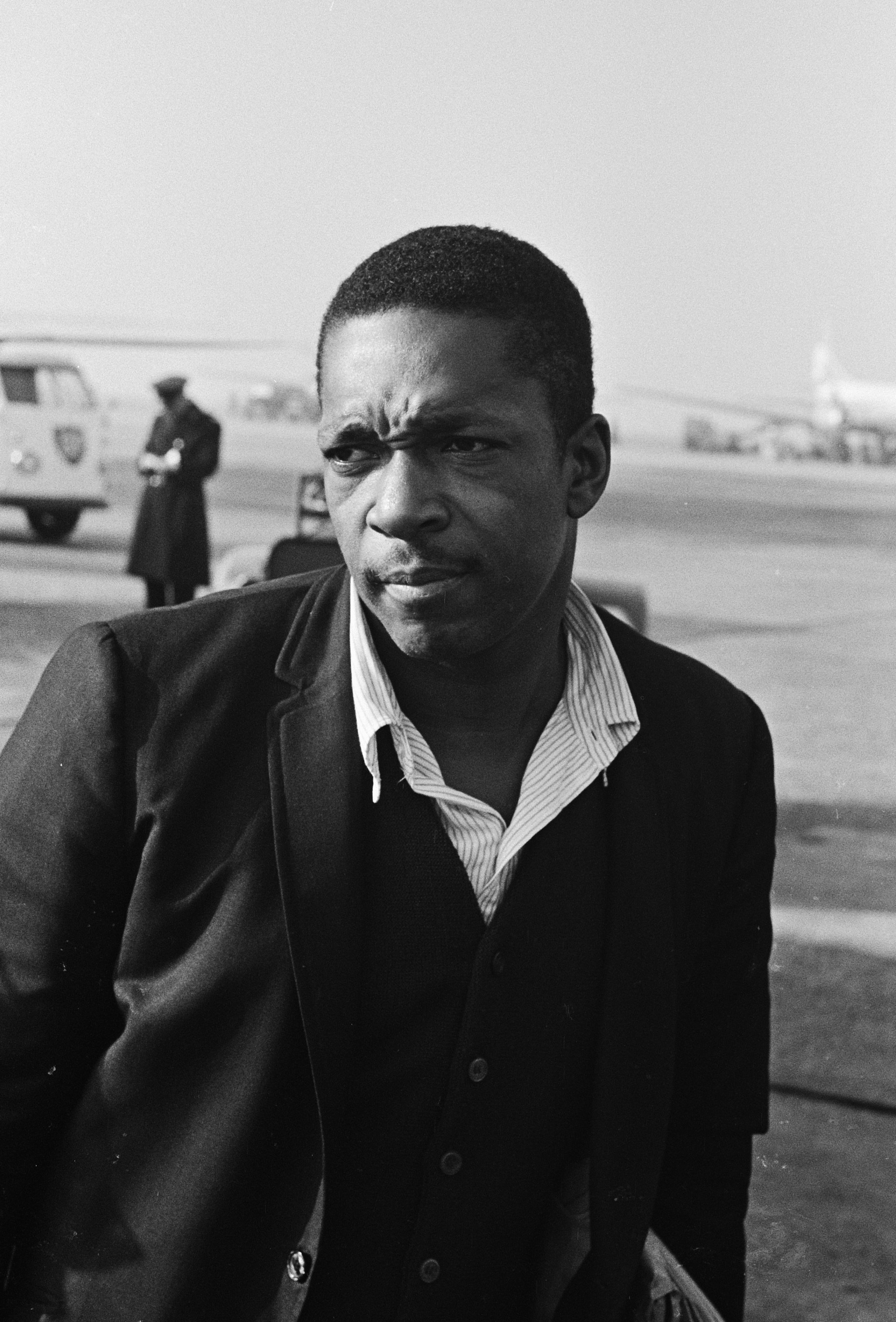
1963년 존 콜트레인의 모습

스피리추얼 재즈(영어: spiritual jazz)은 1960년대 미국에서 만들어진 재즈의 하위 장르의 하나이다. 애스트럴 재즈(영어: astral jazz)라고도 한다. 음악적으로 특정 짓기는 어렵지만, 프리 재즈, 아방가르드 재즈, 모들 재즈에서 유래되었으며, 초월성과 영성에 초점을 맞추는 특성을 가진다. 존 콜트레인의 《A Love Supreme》이 스피리추얼 재즈의 대표작으로 꼽힌다.

## 음악적 특성
스피리추얼 재즈는 적확하게 규정된 음악적 특성은 없지만 프리 재즈, 아방가르드 재즈, 모들 재즈의 요소를 지니며 아시아 음악과 아프리카 음악에서 영향을 받았다. 4도 화음, 도리아 선법, 명상적 사운드와 더불어 블루스, 비밥 등이 스피리추얼 내에서 자주 차용된다. 음악가들은 재즈나 서양 음악에서 전통적으로 사용해오지 않던 악기나 전자 키보드를 사용하고 녹음실을 악기로 사용한다.

## 역사

### 초기
평론가들은 스피리추얼 재즈가 1960년대에 형성되었다고 연관을 짓지만, 스피리추얼 재즈의 초기 작품에는 듀크 엘링턴의 《Black, Brown and Beige》, 메리 루 윌리엄스의 《Zodiac Suite》, 조지 루이스의 《Jazz at the Vespers》 등 1940년과 1950년대에서도 찾을 수 있다.
1960년대 미국에서는 민권운동으로 사회적 변화, 정치적인 운동, 소외된 사람들의 목소리를 들으려 하는 욕구가 생겼다. 이로 인해 아프리카계 미국인들은 자신들의 문화를 기념하고 자신들을 종교적으로 표현할 수 있는 더 많은 자유를 얻게 되었다. 이는 전통적인 재즈의 관습을 밀어내려는 욕구로 이어졌으며, 일부 음악가들은 음악에서 초월성과 영성을 찾기로 하였다.

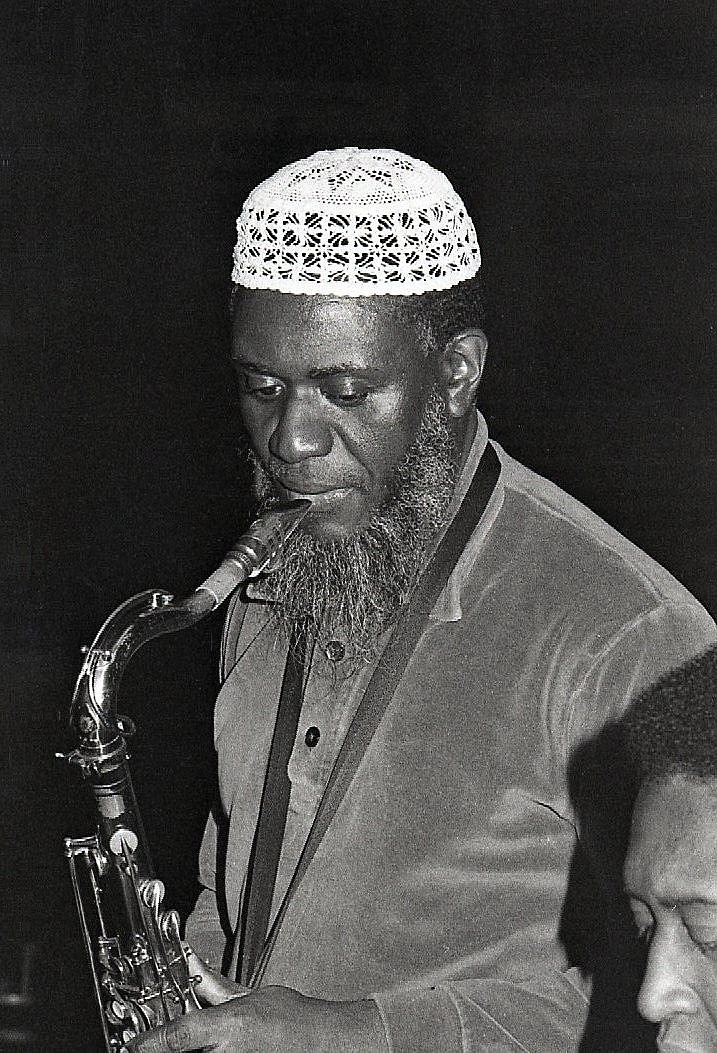
1981년 파로아 샌더스의 모습

존 콜트레인의 1965년 음반 《A Love Supreme》이 스피리추얼 재즈의 효시로 여겨지나, 콜트레인은 이보다 4년 전에 녹음한 노래 〈Spiritual〉에서 그 사운드를 발전시키려고 하였다. 트레블진은 "스피리추얼 재즈는 본질적으로 존 콜트레인과 함께 시작된다"고 언급했으며, 피치포크는 "[영성의] 음악적 탐구는 테너 색소포니스트 존 콜트레인이 정형화시켰다"고 평했다. 콜트레인의 《A Love Supreme》과 다른 작품들은 다른 재즈 음악가들이 초월을 찾으려는 음악을 만들기 위한 영감을 주었다. 예를 들어 파로아 샌더스와 돈 체리는 콜트레인의 스피리추얼 재즈 작품에 영감을 얻은 것으로 추정된다.
1967년 존 콜트레인이 사망한 후에는 콜트레인과 함께 연주하기도 했던 아내 앨리스 콜트레인과 샌더스가 스피리추얼 재즈의 사운드의 명맥을 이어갔다. 1971년 앨리스 콜트레인의 음반 《Journey in Satchidananda》는 스와미 사치다난다의 도움으로 함께 한 영성으로의 여행 이후 힌두스탄의 전통 음악에 영향을 스피리추얼 재즈와 결합한 음악이었다. 《Journey in Satchidananda》는 힌두스탄의 느낌을 표현하기 위해 라가, 하프, 시타르, 우드 등의 악기를 사용했다. 파로아 샌더스는 아랍, 인도 및 아프리카계 쿠바인들에게 영감을 받아 초기 스피리추얼 재즈 음반 《Tauhid》(1967)와 《Karma》(1969) 등을 발매했다.

### 중기

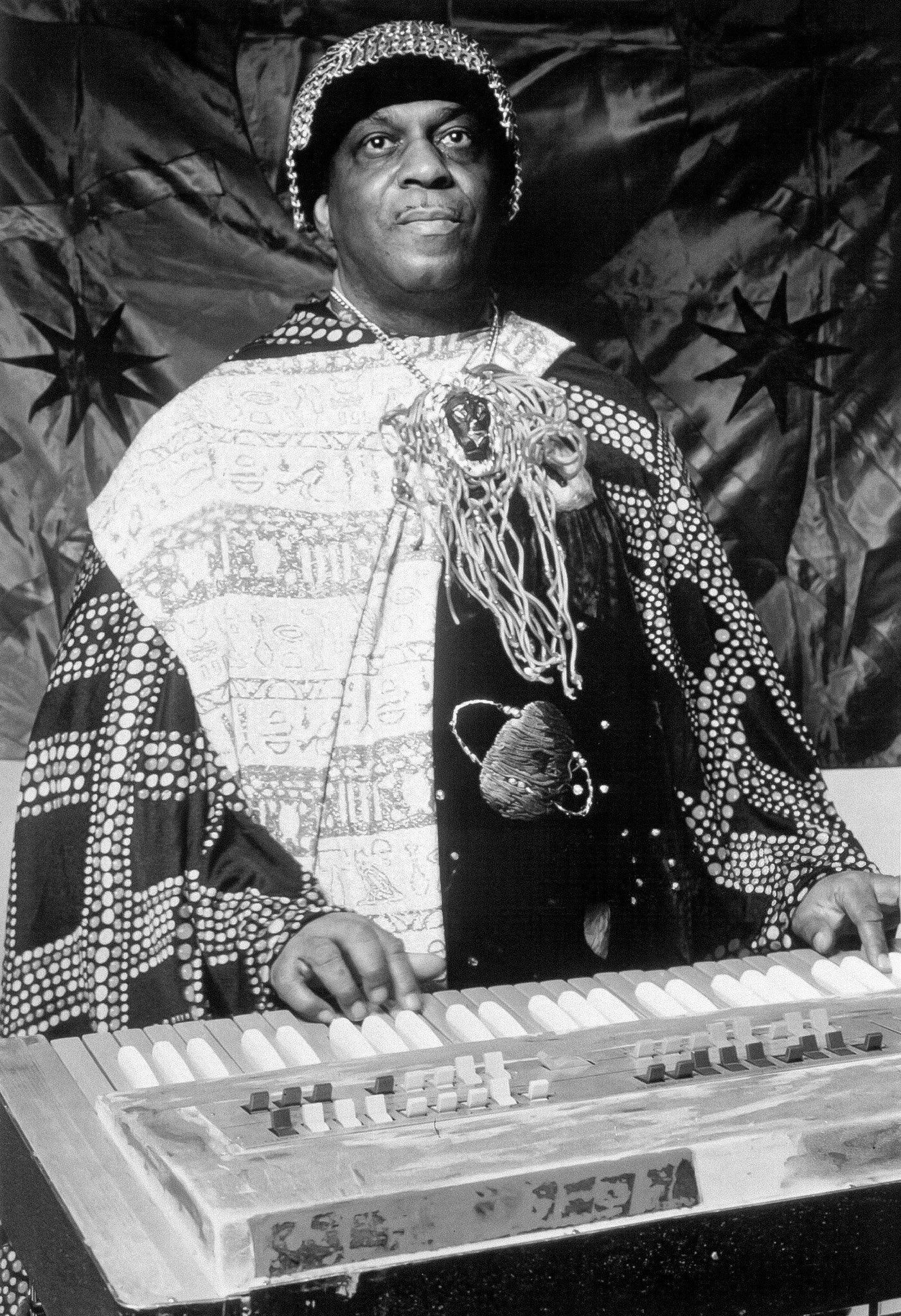
1973년 선 라의 모습

앨리스 콜트레인과 파로아 샌더스를 제외한 많은 예술가들 또한 존 콜트레인의 스피리추얼 재즈에 영감을 받았다. 이 시기 스피리추얼 재즈를 널리 퍼뜨린 음악가들로는 로니 리스턴 스미스, 앨버트 아일러, 선 라, 돈 체리 등이 있다. 색소폰 연주자인 앨버트 아일러는 존 콜트레인의 학생이었으며 1969년 음반 《Music is the Healing Force of the Universe》에서 보여주었던 전통적 재즈와 영성의 사용에 "이상하고 본능적이며 놀랍도록 새로운" 것을 보여준 것으로 유명하다. 파로아 샌더스와의 작업에서 영감을 받은 일렉트릭 키보드 연주자 로니 리스턴 스미스는 1973년 데뷔 음반 《Astral Traveling》을 발매했다. 브라이언 짐머만은 "[《Astral Traveling》이] 영적인 요소를 이용하지만, 그 속에 더욱 양귀비같은 정맥을 가지고 있다"고 묘사했다.
선 라는 스피리추얼 재즈와 이집트의 영향을 받았으며, 아프로퓨처리즘에 영향을 주었다. 재지즈는 1973년 작품 《Space Is The Place》가 선 라의 "가장 유명한 음반" 중 하나라고 표현했다. KCRW가 "콜트레인 애호가"라고도 말한 적이 있던 색소폰 연주자 아자르 로런스는 《Bridge into the New Age》를 1974년 발표해 2020년대 런던의 어린 재즈 음악가들에게도 영향을 끼치고 있다.

### 현대
스피리추얼 재즈는 1960년대와 1970년대에 성행했지만, 예전보다 더 작은 규모로 아직 이어지고 있다. 카마시 워싱턴의 《The Epic》(2015), 샤바카 & 디 앤세스터스의 《Wisdom of Elders》(2016), 마이샤의 《There is a Place》(2019), 뮤리엘 그로스먼의 《Reverence》(2019), 이사야 콜리어 & 더 초즌 퓨의 《Cosmic Transition》(2021) 등은 2010년대와 2020년대에 발매된 스피리추얼 재즈 음반이다. 그중 워싱턴에 대해 트레블진은 "카마시 워싱턴이 [《The Epic》으로] 스피리추얼 재즈를 대중의 의식 속에 더 넓은 규모로 가지고 왔다"라고 표현했으며, KCRW는 "워싱턴은 많은 젊은 매니아들을 재즈계로 끌어들이고 있다"고 말했다.